# Dumbarton Oaks
Pour les articles homonymes, voir Dumbarton.

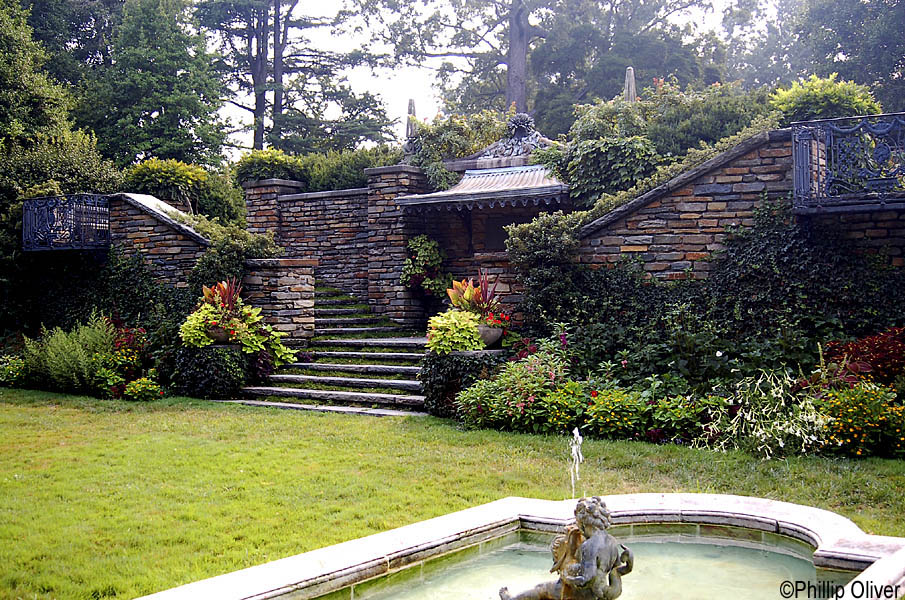
La Fountain Terrace au Dumbarton Oaks.

Dumbarton Oaks est un hôtel particulier situé dans le quartier de Georgetown à Washington. Ce site héberge la Dumbarton Oaks Research Library and Collection, un centre de documentation sur les études byzantines, pré-colombiennes, ainsi que sur l'aménagement du territoire.
L'hôtel particulier fut construit en 1800 dans le style fédéral et acheté en 1920 par Robert Woods Bliss (en) (1875–1962), membre du Foreign Service américain.
Au cours de leur existence, Robert Bliss et son épouse Mildred (en) y rassemblèrent une importante collections d'objets et de livres. En 1940, la collection, la maison et le terrain furent l'objet d'une donation afin de créer la Dumbarton Oaks Research Library and Collection, dont la gestion fut confiée à l'université Harvard. À l'origine, l'institution ne s'intéressait qu'aux études byzantines. Elle publie une des plus importantes revues dans ce champ disciplinaire, les Dumbarton Oaks Papers.
La bibliothèque de Dumbarton Oaks possède plus de cent mille volumes. L'institution accueille plusieurs chercheurs résidents et accorde chaque année une quarantaine de bourses à destination de chercheurs visiteurs.
Les quatre hectares de jardins ont été dessinés sur la période 1922-1947 par l'architecte Beatrix Farrand. Ils se composent des parties suivantes : Star Garden, Green Garden, Beech Terrace, Urn Terrace, formal Rose Garden, Arbor Terrace, Fountain Terrace, Lover's Lane Pool, et Pebble Terrace, ainsi que Camellia Circle, Prunus Walk, Cherry Hill, Crabapple Hill, Forsythia Hill, et Fairview Hill. Les jardins sont ouverts au public.
En 1944, l'hôtel particulier hébergea la conférence de Dumbarton Oaks, rencontre internationale qui posa les bases des Nations unies.
Igor Stravinsky écrivit le concerto Dumbarton Oaks Concerto en 1938, à la demande de Robert Bliss.